# Хріниця смердюча
Хріниця смердюча, хрінниця смердюча (Lepidium ruderale L.) — поширена по всій Україні рослина родини капустяні.

## Назва
Латинська назва роду походить від грецького слова, що в перекладі означає луска, і пов'язана, очевидно, з формою плодів рослини. Видова назва утворена від латинського слова, що означає сміття і відображає умови місцезростання виду. Українську і російську назви рослина дістала за її смак та запах.

## Будова
Однорічна, рідше дворічна коротко запушена рослина 15—30 см заввишки, з запушеним розчепірено-розгалуженим стеблом, висотою 15-30 см.
Корінь стрижневий.
Листки чергові, зближені. Нижні стеблові листки 2-перисто-розсічені, середні — перисто-розсічені, верхні — цілісні, лінійні або лінійно-лопатеві. Квітки зеленуваті, зібрані у видовжені китиці. Пелюсток дрібненькі, білі або їх зовсім немає, чашолистків 4, тичинок 2 і іноді 4). Плід — голий, округло-овальний стручечок до 2— 2,5 мм завдовжки. Форма стручка — округлоовальна, дво- або чотиринасінна. Насіння дрібне, жовто-буре, яйцювате. Розмір насіння: довжиною 1,25–1,5 мм, шириною 0,75 мм, товщиною 0,25–0,5 мм. Маса 1000 насінин складає 0,25–0,5 г. Цвіте з квітня до осені.

## Життєвий цикл
Сходить рано навесні та в липні. Цвіте в травні-липні, плодоносить в липні-серпні.
Квітки хрінниці запилюються здебільшого мухами. Одна рослина дає до 1300 насінин. Насіння поширюється вітром. Восени, коли плоди достигнуть, стебло біля основи перегниває. Рослину підхоплює вітер, перекочує на значну відстань, розсіваючи при цьому насіння.
Максимальна плодючість 1500 насінин. Глибина проростання насіння сходить з глибини не більше 2–3 см.
Мінімальна температура проростання насіння +2…+4 °C.

## Поширення
Поширена на всій території України, росте на засмічених і солончакових землях, полях, городах, пасовищах, вздовж доріг, біля жител.
Може засмічувати такі групи культур:
- Ефіро-олійні
- Зернобобові
- Зернові
- Зернові круп'яні
- Кормові трави
- Овочеві
- Прядильні
- Технічні

## Практичне використання

### У харчуванні
Молоді розеткові листки мають 4,5–6 мг% вітамінів C, B, P, глікозид лепідин. Воно відзначаються міцним смаком та сильним запахом. З нього готують салати, приправи і гарніри до м'ясних та рибних страв, юшок, підлив. На Кавказі, в Італії, Іспанії та Туреччині хріницю культивують як невибагливу овочеву рослину.
Насіння містить 50–60% жирної олії, що використовується у парфумерії, медицині та для харчування.
Водний екстракт трави викликає зниження артеріального тиску і пригнічує дихання.

## Галерея

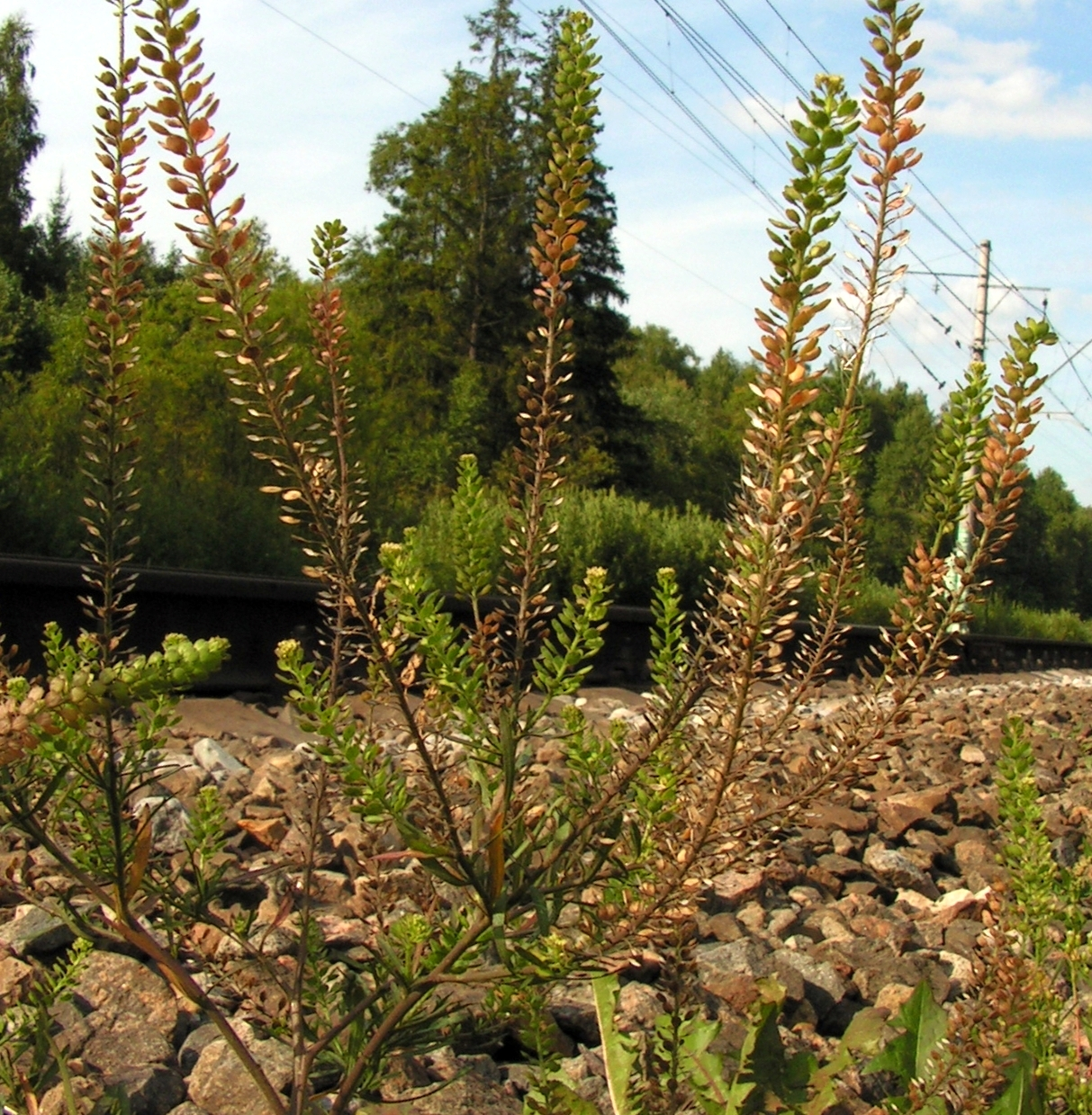
Рослина з насінням
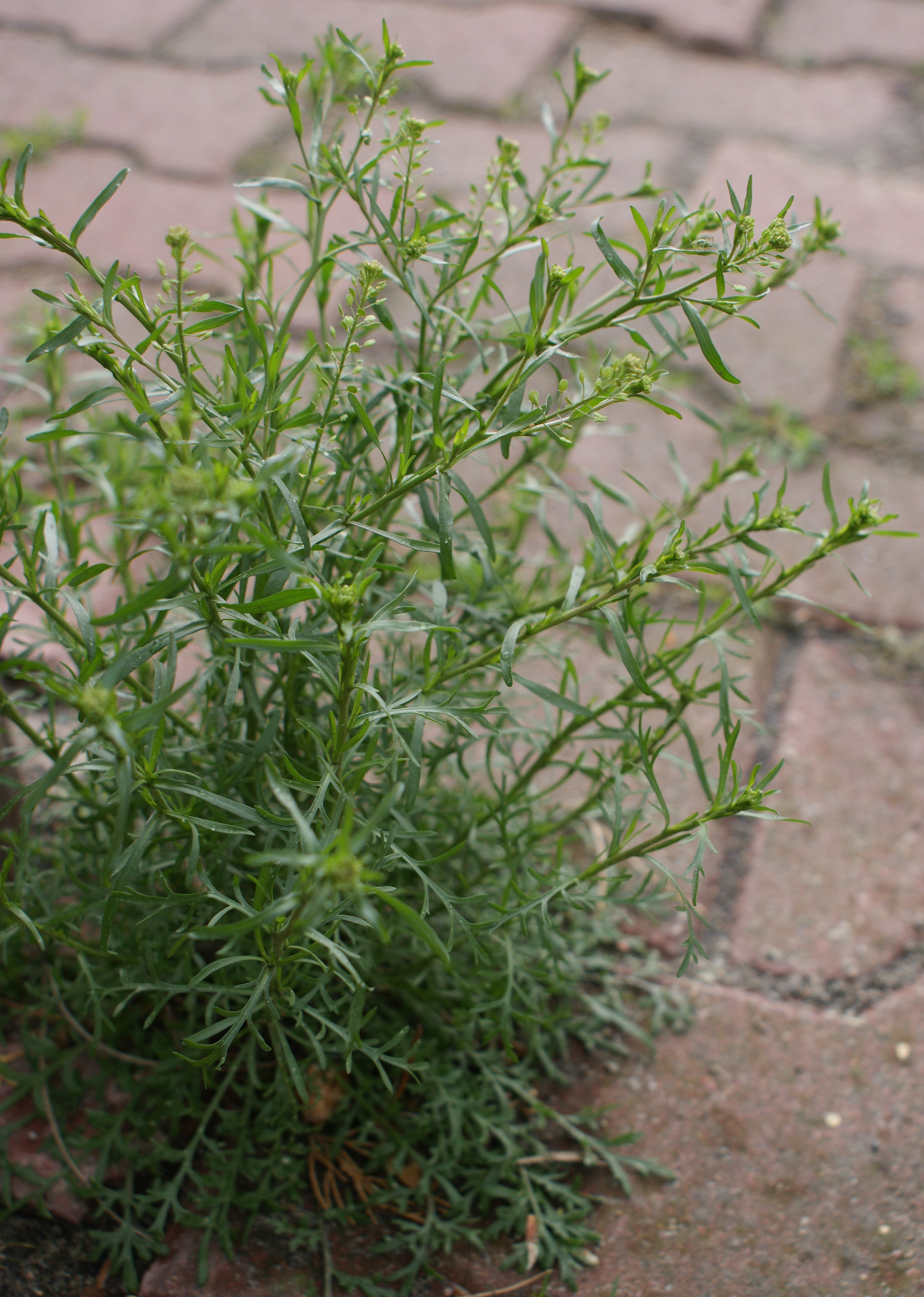
Молода рослина
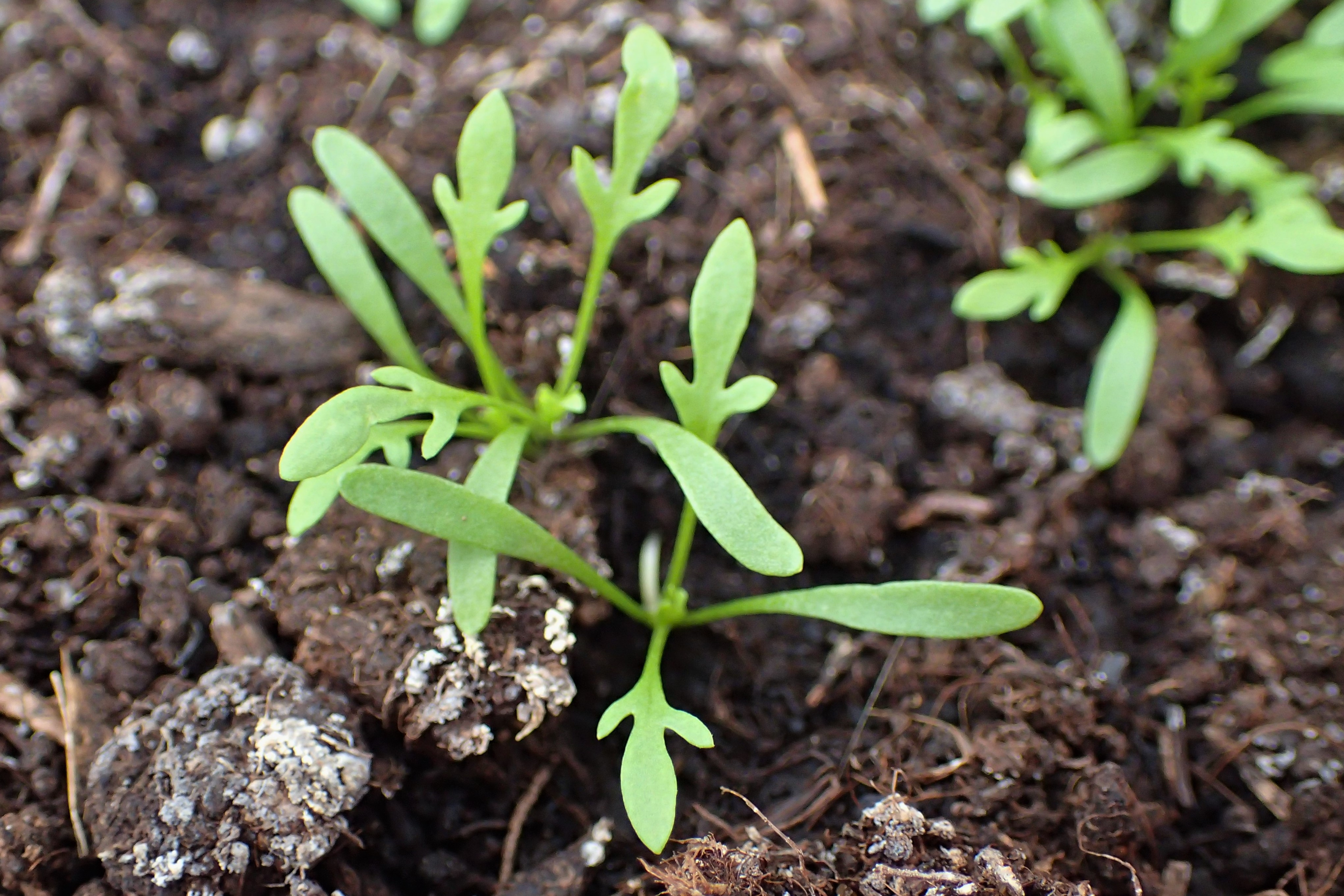
Сходи